# 피에르 메섕

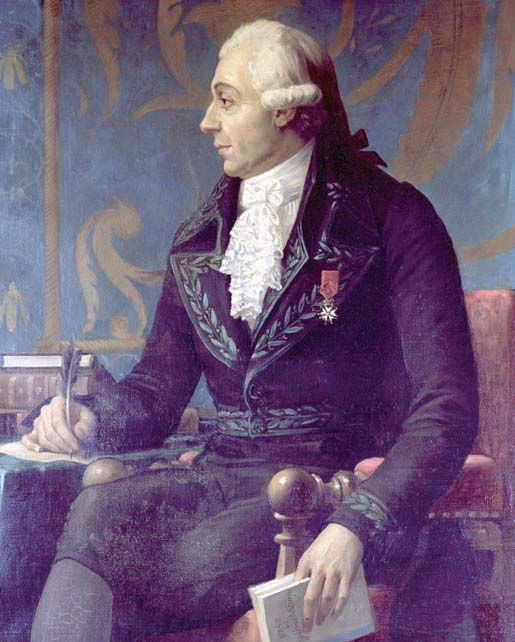

피에르 프랑수아 앙드레 메섕(프랑스어: Pierre François André Méchain, 1744년 8월 20일 ~ 1804년 9월 20일)은 프랑스의 천문학자 겸 측량가로 샤를 메시에와 함께 천체와 혜성의 초기 연구에 큰 공헌을 하였다.

## 삶
피에르 메섕은 라온(Laon)에서 태어났으며 천장 설계자 겸 미장공 피에르 프랑수아 메섕(Pierre François Méchain)과 마리마르그리트 로즈(Marie–Marguerite Roze)의 아들이다. 그는 수학과 물리학에서 재능을 보였지만 돈이 없어 학업을 포기해야 했다. 그렇지만 제롬 랄랑드는 천문학에 대한 그의 재능을 알아보고 친구가 되었으며 그의 저서 "천문학"의 제 2판을 감수해 주었다. 그 후 랄랑드는 메섕에게 베르사유에 있는 해군 지도 및 해도 기지의 보조 수로학자 자리를 마련해 주었다. 1770년대에 그는 거기서 수로 작업과 해안선 측량을 했다. 그가 샤를 메시에를 만난 것은 이 시기였고, 대략 1774년, 확실한 친구가 되었다. 같은 해 그는 천문학에서 첫 작품으로 알데바란이 달에 가려지는 현상에 대한 소논문을 써서 과학 학술원에 제출했다.
1777년 베르사유의 직장에서 만난 바르브테레제 마르주(Barbe-Thérèse Marjou)와 결혼했다. 1780년생 제롬과 1784년생 오귀스탱 두 아들과 딸 하나를 두었다. 1782년 프랑스 학술원 회원이 되었고 1785년부터 1792년까지 천체력( Connaissance des Temps)의 편집장이었는데 다른 무엇보다 이 잡지에 처음으로 메시에 천체들을 실었다. 1789년에 영국 왕립학회 회원으로 선출되었다.
영국-프랑스 합동조사(1784-1790)에 참가하여 파리 천문대와 왕립 그리니치 천문대 사이의 정확한 거리를 삼각법으로 측량하였다. 이 일은 카시니 공작에 의해 시작되었고 1787년 메섕, 카시니 백작, 르장드르는 함께 도버와 런던을 방문하여 일의 진전을 점검하였다. 세 사람은 또한 슬로우를 방문하여 천문학자 윌리엄 허셜을 만났다.
이후에 그의 측량 기술을 써서 북이탈리아와 독일의 지도 작업을 하였으며 지도제작에서 그가 한 가장 중요한 일은 1791년부터 시작된 측지학이었는데 던커크와 바르셀로를 있는 자오선의 지표 길이를 측정하는 것이었다. 이 측정을 바탕으로 미터법에서 길이의 표준 단위인 미터를 정하게 된다. 그는 이 과제를 수행하면서 프랑스 혁명의 영향을 받아 많은 어려움을 겪었다. 측정 장비가 무기로 오인되어 체포되었고, 프랑스와 스페인 사이에 전쟁이 나자 바르셀로나에 억류되었으며, 공포정치 기간 동안 파리에 있는 그의 재산이 몰수되었다. 그는 스페인에서 풀려나 이탈리아에서 살다가 1795년에 프랑스로 귀국했다.
이 과제에서 특히 흥미로운 사실은 천문 관측으로 위도를 결정하는데 있어서 비정상 효과로 인해 메섕은 삼각 측량의 정확성에 대해 확신이 없었다는 것이다. 메섕과 그의 동료 달랑베르가 정확하게 측정하고자 했던 북극에서 적도까지의 거리 1만 킬로미터는 20세기 후반 인공 위성에 의해 10,002.290 킬로미터로 측정되었다. 원래의 거리 1만 킬로미터와의 차이는 2,290미터인데 오차는 0.02%로 매우 작다. 이것은 1 미터 길이에서 약 0.23 밀리미터의 차이가 나는 것인데 사람 머리카락 한 올 보다 조금 크다. 이 차이는 가끔 "메섕 오차"라고도 하는데 (거의 200년 동안 감지하지 못했다) 메섕의 잘못된 계산때문에 자오선 길이에서 약간의 차이가 났기 때문이라는 제안에 따른 것이다. 그러나 메섕의 측정치를 분석해보면 메섕은 일관되게 오차를 아주 작게 유지했으며, 18세기 장비를 써서 주로 울퉁불퉁한 지표면을 100번 이상 측정을 해야하는 조사치고는 개인적으로 보고한 그의 측정치가 기본적으로 더 정확하고 일관성이 있을 수 있도록 노력한 것이다. 메섕 때문에 생겼다고 추정되는 오차는 미터의 크기나 자오선 길이의 최종값에는 영향을 미치지 않았다.
1799년부터는 파리 천문대의 대장을 맡았다. 던커크-바르셀로나 사이의 자오선 길이에 대한 의구심이 계속 제기되자 그는 이 일을 다시 시작한다. 이를 위해 1804년 스페인으로 갔다가 황열병에 걸려 카스테욘데라플라나에서 사망했다.

## 발견
M102을 어떻게 처리하느냐에 따라 그는 25 또는 26개의 별을 발견했다. 그러나 1783년 이후 메섕은 M101의 발견이 잘못된 것임을 인정하지 않았다. 그 후로 사람들은 실제로 그가 다른 어떤 별을 관찰한 것이고 그게 무엇일지에 대해 제안하였다. 자세한 내용은 M102 항목을 참조하시오.
그는 독립적으로 4개의 별을 더 발견했는데 당시에 다른 사람들이 이미 발견한 것을 모르고 메시에 목록에 포함시켰다. 즉 M71은 1740년대에 장필리프 드셰조(Jean-Philippe de Chéseaux)가 발견, M80은 메섕이 발견하기 2주전에 메시에가 발견, M81과 M82 원래 요한 보데가 발견.
다른 6개의 발견은 "명예 메시에 천체"로서 20세기에 목록에 추가된 것이다.
그는 또한 M51 (소용돌이 은하)을 매우 도드라지게 하는 동반 은하인 NGC 5195를 발견하였다.
메섕이 하늘의 별을 관찰하기 위해 목록을 만든 것은 아니다. 메시에와 마찬가지로 그는 혜성으로 오인될 수 있는 별들의 목록을 만드데만 관심이 있었다. 그렇지만 이 일을 마치자 그는 메시에에 이어 두번째로 성공적인 혜성의 발견자가 되었다. 8개의 혜성을 독립적으로 발견했고, 3개의 혜성을 공동 발견하였다.
그가 독립적으로 발견한 혜성은 다음과 같다.
- C/1781 M1 (Méchain), 1781 I
- C/1781 T1 (Méchain), 1781 II
- C/1785 E1 (Méchain), 1785 II
- 2P/Encke, discovered in 1786
- C/1787 G1 (Méchain), 1787 I
- 8P/Tuttle, discovered in 1790
- C/1799 P1 (Méchain), 1799 II
- C/1799 Y1 (Méchain), 1799 III

공동 발견한 혜성의 목록은 다음과 같다.
- C/1785 A1 (Messier-Méchain), 1785 I
- C/1792 II Gregory-Méchain, 1792 II
- C/1801 Pons (Pons-Messier-Méchain-Bouvard), 1801 I

## 발자취
1999년 9월 21일 밀로시 티히(Miloš Tichý)가 클레 천문대(Kleť Observatory)에서 발견한 소행성은 임시로 "1999 SS2"라고 했었는데 2002년 6월 24일 메섕을 기념하여 "소행성 21785 메섕"이라고 지정되었다.

## 같이 보기
- 메시에 천체
- 메시에 천체 목록
- 메시에 마라톤